# Centrum Sportowo-Rekreacyjne przy ul. 63 Pułku Piechoty w Toruniu
Centrum Sportowo-Rekreacyjne – kompleks obiektów utworzonych na bazie dawnego stadionu ZKS Elana Toruń, którego operatorem jest Miejski Ośrodek Sportu i Rekreacji. Centrum znajduje się na Podgórzu, przy ul. 63. Pułku Piechoty 45/47.

## Charakterystyka
Centrum powstało w latach 2008-2010 w miejscu dawnego stadionu ZKS Elana Toruń. Po bankructwie klubu obiekt przejęła Gmina Toruń. W wyniku remontu w miejsce dwóch dawnych odkrytych trybun o konstrukcji ziemnej, powstała nowa kryta trybuna o nowoczesnej konstrukcji. Za stadionem (od strony gen. Andersa) zbudowano boisko treningowe, po przeciwległej stronie powstały korty tenisowe, a w miejsce dawnego nieużytku i parkingu powstał kompleks „Orlik”. Wyremontowano budynek biurowy, w którym mieszczą się także szatnie. Odrębne szatnie posiadają korty i kompleks „Orlika”.
Od strony ul. 63. Pułku Piechoty znajduje się parking, a od strony ul. Waczyńskiego przylega do terenu Centrum siłownia na wolnym powietrzu. Ponadto na terenie Centrum znajduje się sklep z pamiątkami Elana Toruń.
Obszar Centrum jest nieco mniejszy niż obszar wcześniej istniejącego Stadionu ZKS Elana, min ulica Szczepana Waczyńskiego nie istniała wcześniej, ponieważ obszar stadionu sięgał aż do Schronów Odcinkowych IX.

### Stadion piłkarski
Stadion wybudowano w czynie społecznym na początku lat 70. XX wieku i pierwotnie należał on do klubu MZKS Victoria Toruń. Po przejęciu Victorii przez ZKS Elana to ten klub zaczął gospodarować obiektem. To właśnie tu grał on mecze ligowe w latach 1975–2003, w tym także mecze II ligi i Pucharu Polski.

### Korty tenisowe
W skład kompleksu wchodzą dwa pełnowymiarowe korty ze sztuczną nawierzchnią.

### Boisko typu „Orlik”
W centrum znajduje się boisko typu „Orlik”.

### Boisko treningowe
Pełnowymiarowe boisko piłkarskie z syntetyczną nawierzchnią i niewielką trybuną.